# Aristheu de Andrade
Manoel Aristeu Goulart de Andrade, conhecido por Aristheu de Andrade (Maceió, 3 de setembro de 1878 — Maceió, 8 de junho de 1905), foi um escritor, poeta, advogado e político alagoano.

## Biografia
Aristheu de Andrade nasceu em Maceió em 3 de setembro de 1878.
Em 1893, já trabalhando no comércio, matriculou-se no Liceu Alagoano, onde concluiu o curso preparatório dois anos depois. Logo a seguir, foi nomeado para a secretaria da Chefatura de Polícia de Maceió.
Em 1894 iniciou a escrever para os periódicos O Momento e Correio Mercantil.
Em 1897 iniciou o curso Ciências Jurídicas e Sociais na Faculdade de Direito do Recife, bacharelando-se em 1901.
No Recife, em 1900, lançou seu primeiro livro: O noivado.
Elegeu-se Deputado estadual por Alagoas em 1901-1902
Casou-se em 1902 com Maria Peixoto de Andrade.
Em 1903 assumiu a regência da cadeira de Pedagogia, Educação Cívica e Higiene Escolar do Liceu Alagoano.

## Obras publicadas
- O noivado, 1900